# 北蝉乡
北蝉乡是中华人民共和国浙江省舟山市定海区一个已撤销的乡，位于定海东北部。
2013年8月28日，浙江省人民政府批复同意撤销北蝉乡，将其所辖行政区域划归白泉镇。

## 行政区划
长白乡辖有5个行政村，以及5个渔农村新型社区：
- 行政村：星塔村、星马村、洪家村、新港村、小展村；
- 渔农村新型社区：星塔社区(星塔村)、星马社区(星马村)、洪家社区(洪家村)、新港社区(新港村)、小展社区(小展村)。

- 北蝉乡星马村